# Bilal Boutobba
Bilal Boutobba (Marseille, 1998. augusztus 29. –) korosztályos francia válogatott labdarúgó, a Niort játékosa.

## Statisztika
2016. május 7-i állapot szerint.
| Klub                   | Szezon   | Ligue 1 | Ligue 1 | Coupe de France | Coupe de France | Coupe de la Ligue | Coupe de la Ligue | Nemzetközi | Nemzetközi | Egyéb | Egyéb | Összesen | Összesen |
| Klub                   | Szezon   | Mérk.   | Gólok   | Mérk.           | Gólok           | Mérk.             | Gólok             | Mérk.      | Gólok      | Mérk. | Gólok | Mérk.    | Gólok    |
| ---------------------- | -------- | ------- | ------- | --------------- | --------------- | ----------------- | ----------------- | ---------- | ---------- | ----- | ----- | -------- | -------- |
| Olympique de Marseille | 2014–15  | 3       | 0       | 0               | 0               | 0                 | 0                 | —          | —          | —     | —     | 3        | 0        |
| Olympique de Marseille | 2015–16  | 0       | 0       | 0               | 0               | 0                 | 0                 | 0          | 0          | —     | —     | 0        | 0        |
| Összesen               | Összesen | 3       | 0       | 0               | 0               | 0                 | 0                 | 0          | 0          | 0     | 0     | 3        | 0        |

## Sikerei, díjai
- Franciaország U17
  - U17-es labdarúgó-Európa-bajnokság: 2015